# Stubberup (Tingsted Sogn)
 For alternative betydninger, se Stubberup. (Se også artikler, som begynder med Stubberup)
Stubberup er en lille bebyggelse der ligger ud til Gaabensevej umiddelbart nord for Kraghave omkring 5 km nord for Nykøbing Falster på Falster. Byen rummer en Rema 1000 lige ude for byen og en sø i hjertet af byen.